# Virus 32
Virus 32 es una película de terror uruguaya-argentina  de 2022 dirigida por Gustavo Hernández. Narra la historia de una madre, que en el medio de la propagación de un peligroso virus, debe encontrar a su hija que se perdió en el club abandonado en el que trabaja como guardia de seguridad. En el camino se encontrará con un misterioso hombre que le pide ayuda con el parto de su esposa. Está protagonizada por Paula Silva, Daniel Hendler y Pilar García. La película tuvo su estreno en las salas de cines de Argentina el 21 de abril de 2022 bajo la distribución de Star Distribution.

## Sinopsis
La trama sigue a Iris, una vigilante nocturna que debe cuidar un club deportivo y una noche se ve obligada a llevar a su hija Tata con ella al trabajo tras olvidarse que ese día le tocaba hacerse cargo. Durante su turno, empiezan a aparecer varias figuras que se cruzan por los pasillos en la oscuridad y escucha en la radio la noticia de varios ataques de lo que pareciera ser muertos vivientes en las calles. En un momento de la noche, Tata desaparece e Iris en su desesperación por encontrarla se topa con Luis, un desconocido que conoce en profundidad el origen de los contagiados y le asegura que él sabe dónde está su hija. Sin embargo, le propone que primero debe ayudarlo con el parto de su esposa y luego le dirá el paradero de su hija. A pesar de que Iris acepta el trato, se encontrará con un plano problemático, la esposa de Luis está atada, amordazada, transpirando y llena de furia, lo que pareciera ser un signo de que estaría contagiada y lo cual lleva a desatar una situación crítica para Iris. 

## Reparto
- Paula Silva como Iris.
- Daniel Hendler como Luis.
- Pilar García como Tata.
- Franco Rilla como Javier.
- Sofía González como Miriam.
- Rasjid César como El Ejecutivo.
- Anaisy Brunet como Nicky.
- Tiziano Núñez como Nicolás.

## Recepción

### Comentarios de la crítica
La película cosechó críticas positivas por parte de los expertos. En el portal de internet Rotten Tomatoes, la película posee una aprobación del 91% basado en 11 reseñas. Horacio Bernades de Página 12 otorgó a la película una calificación de 7, diciendo que es un «magnífico relato de terror» y describió la interpretación de Silva como «excelente». Por su parte, Marcelo Stiletano del diario La Nación opinó que la cinta «tiene muchas virtudes: asusta de verdad, recurre a vueltas de tuerca inesperadas en los momentos exactos, sostiene la tensión en todo momento y propone situaciones en las que a priori no parece haber escapatoria posible». En una reseña para el periódico Clarín, Jorge Montiel valoró el guion, expresando que «es perspicaz y aporta nuevas aristas», mientras que el trabajo de dirección es «ágil» y «se complementa con buenos trabajos actorales de la expresiva Silva, un amenazador Hendler y el destacado debut de la niña García».
Por otro lado, Diego Batlle del sitio web Otros cines destacó que Virus 32 «no deja de ser un valioso y logrado exponente del subgénero de zombies» en el cine latinoamericano, donde no se suele incursionar sobre esta temática. Rolando Gallego de Haciendo cine elogió que Hernández «logra un producto redondo, de impacto, con escenas que por momentos no son aptas para espectadores sensibles, pero que invitan a que la experiencia cinematográfica sea eso».

### Premios y nominaciones
| Lista de premios y nominaciones | Lista de premios y nominaciones                       | Lista de premios y nominaciones | Lista de premios y nominaciones | Lista de premios y nominaciones | Lista de premios y nominaciones |
| Año                             | Organización                                          | Categoría                       | Nominado/a(s)                   | Resultado                       | Ref(s)                          |
| ------------------------------- | ----------------------------------------------------- | ------------------------------- | ------------------------------- | ------------------------------- | ------------------------------- |
| 2022                            | Festival Internacional de Cine Fantástico de Bruselas | Cuervo de Plata                 | Virus 32                        | Ganadora                        | [ 10 ]                          |